# Pseudochazara savalanica
Pseudochazara savalanica är en fjärilsart som beskrevs av Gross 1978. Pseudochazara savalanica ingår i släktet Pseudochazara och familjen praktfjärilar. Inga underarter finns listade i Catalogue of Life.